# Chiton tuberculatus
Espèce
L'espèce Chiton tuberculatus est un mollusque appartenant à la famille des Chitonidae.
- Répartition : Caraïbes et ouest de l’Amérique du Sud.
- Longueur : 6 cm.

## Source
- Arianna Fulvo et Roberto Nistri (2005). 350 coquillages du monde entier. Delachaux et Niestlé (Paris) : 256 p.  (ISBN 2-603-01374-2)